# ضاري العنزي
ضاري سيار العنزي (مواليد 6 مايو 2000) هو لاعب كرة قدم سعودي يلعب حاليًا في نادي ضمك.

## مسيرة اللاعب
بدأ في براعم نادي الباطن و انتقل إلى ناشئي نادي النصر في عام 2015 و تدرج في الفئات السنية و انضم لبرنامج الابتعاث السعودي لكرة القدم 2020 مع مجموعة من اللاعبين للابتعاث الخارجي لاكتساب الخبرات والمشاركة أمام فرق من مختلف الدرجات في إسبانيا وغيرها من الدول الأوروبية. و كان سابقًا قريبًا من التعاقد مع نادي مليلية. و لكنه عاد إلى نادي النصر و أعير إلى نادي الجبلين في صيف 2021 و عاد إلى نادي النصر مطلع عام 2022 و انتقل إلى نادي ضمك في صيف 2022.

## وصلات خارجية
- ضاري العنزي على موقع قاعدة بيانات كرة القدم.إي يو (الإنجليزية)
- ضاري العنزي على موقع Soccerway.com (الإنجليزية)